# Stephanie Dominikovna Radziwill
Principessa Louise Caroline Emilia Valeria Stephanie Dominikovna Radziwill (Parigi, 9 dicembre 1809 – Bad Ems, 26 luglio 1832) è stata una nobildonna polacca.

## Biografia
Era l'unica figlia del principe Dominik Hieronim Radziwill (1786-1813), e della sua seconda moglie, Theophila Moravia (1791-1828).
Suo padre fu ucciso in battaglia quando aveva tre anni. Studiò presso l'Istituto di Santa Caterina, a San Pietroburgo.
Nel 1826 divenne damigella d'onore.

## Matrimonio
Su richiesta del principe Antonio Radziwill (1759-1832) Stephanie avrebbe dovuto sposare suo figlio, il principe Ferdinand, ma egli morì nel 1827. Poi l'imperatrice Maria Fedorovna decise che il marito sarebbe stato uno principe tedesco. 
La scelta cadde sul figlio di Peter Wittgenstein, Ludwig. 
Il matrimonio ebbe luogo nel mese di aprile 1828 nella chiesa del Palazzo d'Inverno. Tuttavia, l'imperatore Nicola I non partecipò alla cerimonia, a causa della partecipazione del conte alla congiura decabristi. 
Ebbero due figli:
- Maria Antonietta Caroline Stephanie (1829-1898), sposò Chlodwig zu Hohenlohe-Schillingsfürst, ebbero sei figli;
- Peter Dominic Ludwig (1832-1887).

## Morte
Dopo la nascita della figlia, Stephanie e suo marito andarono all'estero. Vissero a Firenze dove, nel 1832, nacque suo figlio. 
Stephanie mostrò i primi segni di tubercolosi. I medici prescrissero delle cure e, successivamente, partirono per Bad Ems, dove il 26 luglio 1832, Stephanie morì.

## Ascendenza
|                                                      |                            |                                                 | Genitori                                                       |  |  | Nonni |  |  | Bisnonni                                          |  |  | Trisnonni                                          |  |
|                                                      |                            |                                                 |                                                                |  |  |       |  |  | 8. Michał Kazimierz Radziwiłł, X duca di Nieswiez |  |  | 16. Karol Stanisław Radziwiłł, IX duca di Nieswiez |  |
|                                                      |                            |                                                 |                                                                |  |  |       |  |  | 8. Michał Kazimierz Radziwiłł, X duca di Nieswiez |  |  | 16. Karol Stanisław Radziwiłł, IX duca di Nieswiez |  |
|                                                      |                            | 17. principessa Ona Kotryna Sangushkaite        |                                                                |  |  |       |  |  | 8. Michał Kazimierz Radziwiłł, X duca di Nieswiez |  |  |                                                    |  |
| 4. duca Hieronim Wincenty Radziwiłł                  |                            |                                                 |                                                                |  |  |       |  |  | 8. Michał Kazimierz Radziwiłł, X duca di Nieswiez |  |  |                                                    |  |
|                                                      |                            | 9. Anna Ludwika Mycielska                       | 18. Maciej Mycielski                                           |  |  |       |  |  |                                                   |  |  |                                                    |  |
|                                                      |                            | 9. Anna Ludwika Mycielska                       | 18. Maciej Mycielski                                           |  |  |       |  |  |                                                   |  |  |                                                    |  |
|                                                      |                            | 9. Anna Ludwika Mycielska                       | 19. Weronika Konarzewska                                       |  |  |       |  |  |                                                   |  |  |                                                    |  |
| 2. Dominik Hieronim Radziwill, XI duca di Nieswiez   |                            | 9. Anna Ludwika Mycielska                       |                                                                |  |  |       |  |  |                                                   |  |  |                                                    |  |
|                                                      |                            | 10. Karl Anselm, IV principe di Thurn und Taxis | 20. Alexander Ferdinand, III principe di Thurn und Taxis       |  |  |       |  |  |                                                   |  |  |                                                    |  |
|                                                      |                            | 10. Karl Anselm, IV principe di Thurn und Taxis | 20. Alexander Ferdinand, III principe di Thurn und Taxis       |  |  |       |  |  |                                                   |  |  |                                                    |  |
|                                                      |                            | 10. Karl Anselm, IV principe di Thurn und Taxis | 21. margravia Sophie Christiane Luise von Brandenburg-Bayreuth |  |  |       |  |  |                                                   |  |  |                                                    |  |
| 5. principessa Sophie Friederike von Thurn und Taxis |                            | 10. Karl Anselm, IV principe di Thurn und Taxis |                                                                |  |  |       |  |  |                                                   |  |  |                                                    |  |
|                                                      |                            | 11. duchessa Auguste Elisabeth von Württemberg  | 22. Karl Alexander, XI duca di Württemberg                     |  |  |       |  |  |                                                   |  |  |                                                    |  |
|                                                      |                            | 11. duchessa Auguste Elisabeth von Württemberg  | 22. Karl Alexander, XI duca di Württemberg                     |  |  |       |  |  |                                                   |  |  |                                                    |  |
|                                                      |                            | 11. duchessa Auguste Elisabeth von Württemberg  | 23. principessa Maria Augusta von Thurn und Taxis              |  |  |       |  |  |                                                   |  |  |                                                    |  |
| 1. principessa Stephanie Dominikovna Radziwill       |                            | 11. duchessa Auguste Elisabeth von Württemberg  |                                                                |  |  |       |  |  |                                                   |  |  |                                                    |  |
|                                                      | 12. Ignacy Feliks Morawski | 24. Michał Morawski                             |                                                                |  |  |       |  |  |                                                   |  |  |                                                    |  |
|                                                      | 12. Ignacy Feliks Morawski | 24. Michał Morawski                             |                                                                |  |  |       |  |  |                                                   |  |  |                                                    |  |
|                                                      | 12. Ignacy Feliks Morawski | 25. Katarzyna Mirowicka                         |                                                                |  |  |       |  |  |                                                   |  |  |                                                    |  |
| 6. Karol Morawski                                    | 12. Ignacy Feliks Morawski |                                                 |                                                                |  |  |       |  |  |                                                   |  |  |                                                    |  |
|                                                      |                            | 13. Teofilia Konstancja Radziwiłłówna           | 26. Michał Kazimierz Radziwiłł, X duca di Nieswiez (= 8)       |  |  |       |  |  |                                                   |  |  |                                                    |  |
|                                                      |                            | 13. Teofilia Konstancja Radziwiłłówna           | 26. Michał Kazimierz Radziwiłł, X duca di Nieswiez (= 8)       |  |  |       |  |  |                                                   |  |  |                                                    |  |
|                                                      |                            | 13. Teofilia Konstancja Radziwiłłówna           | 27. Franciszka Urszula Wiśniowiecka                            |  |  |       |  |  |                                                   |  |  |                                                    |  |
| 3. Theophila Morawska                                |                            | 13. Teofilia Konstancja Radziwiłłówna           |                                                                |  |  |       |  |  |                                                   |  |  |                                                    |  |
|                                                      |                            | 14. Tadeusz Dunin-Jundziłł                      | 28. Augustyn Dunin-Jundziłł                                    |  |  |       |  |  |                                                   |  |  |                                                    |  |
|                                                      |                            | 14. Tadeusz Dunin-Jundziłł                      | 28. Augustyn Dunin-Jundziłł                                    |  |  |       |  |  |                                                   |  |  |                                                    |  |
|                                                      |                            | 14. Tadeusz Dunin-Jundziłł                      | 29. Julianna Woyniłłowicz                                      |  |  |       |  |  |                                                   |  |  |                                                    |  |
| 7. Anna Dunin-Jundziłł                               |                            | 14. Tadeusz Dunin-Jundziłł                      |                                                                |  |  |       |  |  |                                                   |  |  |                                                    |  |
|                                                      |                            | 15. Aniela Cygemberg-Zaleska                    | 30. Jan Władysław Zaleski                                      |  |  |       |  |  |                                                   |  |  |                                                    |  |
|                                                      |                            | 15. Aniela Cygemberg-Zaleska                    | 30. Jan Władysław Zaleski                                      |  |  |       |  |  |                                                   |  |  |                                                    |  |
|                                                      |                            | 15. Aniela Cygemberg-Zaleska                    | 31. Marianna Kuczyńska                                         |  |  |       |  |  |                                                   |  |  |                                                    |  |
|                                                      |                            | 15. Aniela Cygemberg-Zaleska                    |                                                                |  |  |       |  |  |                                                   |  |  |                                                    |  |